# 富勒瑟市鎮
富勒瑟市鎮（丹麥語：Furesø Kommune）是丹麥的一個市鎮，位於西蘭島東北部，哥本哈根市北部20公里处。東南臨富勒湖（市镇名以此為名）。屬首都大区。面積55.68平方公里，2015年第二季度人口34,221人。行政中心为韦勒瑟。
富勒瑟市鎮拥有众多湖泊和森林，除富勒湖外，其他大的湖泊包括法魯姆湖（丹麥語：Farum Sø）和 Søndersø（丹麥語：Søndersø）。森林包括 Hareskoven（丹麥語：Hareskoven）和Nørreskoven（丹麥語：Nørreskoven）。
2007年1月1日由法魯姆和韦勒瑟兩個市鎮合併而成。